# Kristijan Čaval
Kristijan Čaval (Rijeka, 11. listopada 1978.) je hrvatski nogometaš koji je u mirovini.

## Vanjske poveznice
- Profil na stranici HNK Rijeka  Arhivirana inačica izvorne stranice od 16. listopada 2012. (Wayback Machine)